# كلية روتشيدل
تم افتتاح كلية روتشديل في عام 1968، وكانت تجربة في التعليم البديل الذي يديره الطلاب والعيش التعاوني في تورونتو، أونتاريو، كندا. وفرت مساحة لـ 840 ساكنًا في غرفة معيشة تعاونية. كانت أيضًا جامعة مجانية حيث يعيش الطلاب والمعلمون معًا ويتبادلون المعرفة. فشل المشروع في نهاية المطاف عندما لم يتمكن من تغطية تمويله وشكا الجيران من أنه أصبح ملاذاً للمخدرات والجريمة. تم إغلاقه في عام 1975.

## تجربة الإسكان التعاوني
كان روتشديل أكبر سكن تعاوني في أمريكا الشمالية، حيث احتل سكن الطلاب المكون من 18 طابقًا في شارع بلور وهورون سانت في وسط مدينة تورونتو. كان يقع على حواف الحرم الجامعي لجامعة تورونتو، بالقرب من يوركفيل، ملاذ الهبي في تورونتو في الستينيات وأوائل السبعينيات.
أخذت الكلية اسمها من روتشديل، وهي بلدة في شمال غرب إنجلترا، حيث تأسست أول جمعية تعاونية في العالم عام 1844. تعتبر جمعية روتشديل للرواد المتكافئين عادة أول مؤسسة تعاونية ناجحة، تستخدم كنموذج للتعاونيات الحديثة، بعد «مبادئ روشديل». قامت مجموعة مكونة من 28 من النساجين والحرفيين الآخرين بتشكيل الجمعية لفتح متجرهم الخاص لبيع المواد الغذائية التي لا يمكنهم تحمل تكاليفها. في غضون عشر سنوات، كان هناك أكثر من 1000 جمعية تعاونية في المملكة المتحدة.
تم تصميم العمارة الحديثة للكلية بشكل فريد للعيش الجماعي. تم تقسيم بعض المناطق إلى وحدات مشتركة تعمل بشكل مستقل من حوالي اثني عشر غرفة نوم (تسمى الأشرم)، لكل منها حمام جماعي خاص بها ومطبخ وغرفة طعام. كانت كل وحدة مسؤولة عن تحصيل الإيجار والحفاظ على خدمة تنظيف الغرف الخاصة بها. تتكون المناطق الأخرى من شقق البكالوريوس، بغرفة نوم واحدة، وغرفتي نوم. في الطابق الأول والثاني كانت المناطق المشتركة المستخدمة في التنشئة الاجتماعية والتعليم والأغراض التجارية. كان يمكن الوصول إلى السقف من الطابق الثامن عشر وتم استخدامه للحمامات الشمسية. كانت الملابس اختيارية.

## التأسيس
بدأ روتشديل كرد فعل على الحاجة المتزايدة لإسكان الطلاب في جامعة تورنتو، وتم التعاقد مع هوارد أديلمان، رجل الأعمال والطلاب الفلسفي البالغ من العمر تسعة عشر عامًا، من قبل تعاونية الحرم الجامعي لتلبية الطلب على السكن في عام 1958. وبفضل نصيحة أدلمان، بدأت تعاونية الحرم الجامعي التعاونية في الحصول على المزيد من العقارات، وشكلت إقامة تعاونية (شركة الحرم الجامعي التعاونية)، وهي فرع غير ربحي من تعاونية الحرم الجامعي. بعد الحصول على قروض الرهن العقاري الفيدرالية بسعر أقل بكثير من سعر السوق، أدرجت كلية الحرم الجامعي كلية روتشيدل في عام 1964.
كان عن طريق الصدفة بدلاً من التصميم أن أصبح روتشديل مبنى طويل القامة. فضل تعاون الحرم الجامعي أن يتم بناء المبنى على تغطية مرتين، الأمر الذي كان من شأنه أن يؤدي إلى مبنى يمكن إدارته بسهولة نسبيًا وتبلغ مساحته الأرضية ضعف حجم القطعة فقط. ومع ذلك، بسبب موقع روتشديل على طريق شرياني مزدحم، تم تحديد الموقع بتغطية سبع مرات. وهذا يعني قفزة غير متوقعة إلى 840 من السكان، وهي حقيقة تم الترحيب بها في الأصل بحماس كبير، بسبب المواقف التوسعية للمؤسسين. كما نصت لوائح التقسيم على أن يكون الموقع فندقًا سكنيًا، مما يعني أنه يمكن استخدام نصف مساحة الأرضية فقط للشقق ذات المطابخ المستقلة. لم يتم تقدير هذا العيب بشكل كامل بسبب الإيمان بنظام جماعي، حيث يتوقع من السكان مشاركة المساحة المتاحة لهم بشكل فعال.
بالإضافة إلى ذلك، اختلف الجناحان الغربي والشرقي عن طريق فيات المخططين في مسائل الاحتواء الذاتي وكثافة المهنة المقصودة. اجتذب الجناح الغربي سكانًا مستقرين نسبيًا، وهو عامل جذب ساعدته عقود الإيجار لمدة عام واحد، بينما اجتذب الجناح الشرقي المزيد من المستأجرين العابرين. كانت الوحدات الغربية أكثر طلبًا، وليس من المستغرب عندما أعطى هيكل الإيجار في السنوات الأولى أفروديت لشخصين بسعر 135 دولارًا في الشهر في الجناح الغربي ومعرفي لشخصين، بمساحة أقل، 200 دولار شهريًا في الشرق. مع هيكل الإيجار هذا، دعم الجناح الشرقي لبعض الوقت «طبقة النبلاء» في الغرب. يميل الجناح الغربي بوحداته المستقلة [الشقق] إلى البقاء بعيدًا عن الجناح الشرقي [الفندق] ، وكثيرًا ما كان سكان الجناح الشرقي غير مهتمين بعمليات الكلية. بالمعنى الرمزي أكثر من كونه عمليًا، تم وضع ختم مرئي على هذا التقسيم بين الشرق والغرب بواسطة باب النار الذي قسم الأرضيات إلى نصفين.
لم تكن تعاونية كلية الحرم الجامعي، الشركة الأم لكلية روتشيدل، تشعر بالارتياح تجاه التعليم الذي لعب دورًا مركزيًا في روتشيدل، وهو منصب يشغله بقوة قادة مثقفون في روتشيدل مثل دينيس لي. تم اتخاذ قرار بالانفصال عن تعاونية الحرم الجامعي. تم التركيز بشكل أكبر على التعليم عندما أشار أدلمان إلى أنه يمكن تجنب ضريبة الأملاك في الكلية التي تبلغ 175.000 دولار إذا كان لديهم برنامج تعليمي فعال. بكلمات أدلمان، إذا «قمنا بتشغيل برنامج تعليمي مقابل 75000 دولار أمريكي، فسوف نحصل على 100000 دولار أمريكي مقدمًا».
على الرغم من أن العديد من مؤسسي روتشديل نظروا إلى برنامجها التعليمي كشكل من أشكال التهرب من الضرائب، إلا أن أولئك الذين كرسوا أنفسهم لروتشديل كمؤسسة تعليمية لم يسمحوا لذلك بردعهم عن متابعة ما اعتبروه غرضًا أنبل. يشير دنيس لي، الموهبة الإبداعية للعملية، إلى وجود خطط مثل مخطط التهرب الضريبي، «في المقام الأول في تفكير أشخاص مثل هوارد الذين شاركوا في التخطيط، قاموا بعمل جيد في إبقاء بطاقاتهم قريبة إلى حد ما من صدورهم. لم يكن شيئًا يتم تمريره بشكل عام، [...] كان سيجعل الآخرين غاضبين تمامًا لسماعه في ذلك الوقت.»  ومع ذلك، سيكون من الخطأ استنتاج أن أدلمان، الموهبة التنظيمية للعملية، لم تشارك أهدافها التعليمية. مع لي، قام عادلمان بتحرير مجموعة من المقالات المنشورة في عام 1968 والتي شكلت بيانًا من نوع ما للتعليم «الجامعي المجاني»، تدعو إلى التحرر من تثبيط المؤسسات التعليمية. كانت مساهمة أدلمان بمثابة لائحة اتهام لاذعة للجامعة الحديثة كمؤسسة تخنق الابتكار وتخدم المؤسسة فقط.
حتى قبل بنائه، كان هناك توتر في روتشديل بين المسؤولية المالية والمثالية. كتب Mietkiewicz ، «[p] ربما بسبب انشغالاتهم المثالية، كان عدد قليل من القادة الأكاديميين في Rochdale مدركين تمامًا أن الكثير من حماسة Cous op for Education قد نشأت عن رؤيتها للبرنامج كنوع من المراوغة الضريبية».
تم فحص المستأجرين المقصودين أصلاً لـروتشيدل  تم إجراء الفحوصات من قبل سكان منازل روتشديل، وهي سلعة «تجريبية» لروشديل تم إجراؤها في منازل مملوكة تعاونية في الحرم الجامعي، واختاروا الأشخاص الذين سيكونون بشكل عام مرتبطين بجامعة تورنتو. ومع ذلك، فإن إضراب البناء في عام 1967 الذي أخر افتتاح روتشديل بنصف عام غير سكان روتشديل من ما كان من المفترض أن يتم اختياره بعناية إلى شخص عشوائي تمامًا. لم يتمكن المتقدمون الذين تم فحصهم، ومعظمهم لديهم التزامات بالجامعة، من الانتظار حتى اكتمال روتشيدل ووجد الكثير منهم أماكن إقامة جديدة. الحقيقة البسيطة أن المبنى كان لا يزال في بعض النواحي قد يكون موقع البناء قد ردع العديد من الطلاب الذين انجذبوا إلى فكرة الورك، التعليم البديل الذي تصوره مؤسسوها، نسف سبب وجود المؤسسة في اليوم الأول. [في المقابل،] لم يثبط الغبار والأنقاض هيبيين تورونتو. بعد خوف التهاب الكبد الذي استمر شهرًا والذي اجتاح مشهد يوركفيل القريب والتطلع نحو الشتاء الطويل القادم، لم يكونوا دقيقين تمامًا. تدفقوا على هذا الملاذ الظاهر بالمئات.
عندما تم الانتهاء من الكلية ببطء طابق تلو الآخر، تم اتخاذ قرار عملي لجعل المبنى متاحًا "للأشخاص الذين ساروا مباشرة خارج الشارع". كما صرحت مجموعة صغيرة من المؤسسين لاحقًا: "[w] e كانوا يختمون مصير روتشيدل الذي أراد معظمنا تجربته. وبما أنه كان هناك عدد قليل جدًا من القواعد حول كيفية إدارة المكان، كنا في الواقع نسلم المبنى إلى أشخاص لا يشبهوننا كثيرًا ". يقول شارب: "إذا كان السكان الجدد يمثلون مشكلة للأشخاص ذوي الموارد، فإن غير المقيمين كانوا يمثلون مشكلة للجميع". "كما ادعى الروشداليان أرضًا تلو الأخرى في خريف عام 1968، اكتشف العابرون مناطق مفتوحة واسعة في الطوابق العليا وانتقلوا إلى الداخل والخارج والخروج منها. عندما أصبحت هذه المناطق مشغولة بشكل دائم، استمر العابرون في التجوال والقرفصاء والتجول مرة أخرى. في هذه الأثناء، كلمة شفوية، كلمة صحفية، دعت: كلية حرة! كلية غير مرخصة لدرجة أنها لا توفر الحرية أو الترخيص، ولكن كليهما. التحرر من الوالدين، التحرر من الإيجار، التحرر حتى من العنوان. جاء الآلاف من الزوار والمقيمين المؤقتين من الطرق والضواحي.